# Camilo Torres Restrepo
Ne doit pas être confondu avec Camilo Torres Tenorio.
Pour les articles homonymes, voir Torres.
Camilo Torres Restrepo, né le 3 février 1929 à Bogota (Colombie) et mort le 15 février 1966 à San Vicente de Chucurí, est un prêtre et révolutionnaire colombien, sociologue et militant de gauche. Il œuvra pour la représentation et les droits des Colombiens les plus pauvres et, déçu du manque de résultats politiques de son action entra en clandestinité pour rejoindre la guérilla de l'Ejército de Liberación Nacional (ELN), fondée en 1964. Tué en 1966 lors d'affrontements avec l'armée, Camilo Torres deviendra l'un des symboles de l'engagement armé de prêtres, liés à la théologie de la libération, dans la guerre civile colombienne. Deux ans après sa mort, plusieurs prêtres se réuniront au sein du Groupe de Golconda et rejoindront par la suite différentes guérillas. L'un d'entre eux, Manuel Pérez Martínez proche des prêtres José Antonio Jiménez Comín et Domingo Laín, deviendra dans les années 1980 le principal dirigeant de l'ELN.

## Biographie
Camilo Torres Restrepo naît dans une famille de quatre enfants : Gerda et Edgar, nés du premier mariage d’Isabel Restrepo avec Carlos Westendorp, de nationalité allemande, puis Fernando et Camilo issus de son second mariage avec Calixto Torres.
La famille voyage en Europe : Bruxelles, Barcelone, puis retourne en Colombie en 1934. Les parents de Camilo se séparent en 1937, les enfants restant avec leur mère. Camilo fréquente le collège allemand de Bogotá pour ses primaires et le lycée Cervantès en secondaires. Il participe aux retraites annuelles organisées par les Jésuites.

### Prêtre et sociologue
En 1947, il s’inscrit à la faculté de droit de l'université nationale de Colombie mais ne suit les cours que pendant un semestre. Il devient rédacteur pour le journal La Razón. L’année suivante, se sentant appelé à devenir prêtre, il entre au séminaire de Bogotá. Ses études durent sept ans. Il est ordonné prêtre en 1954 et part pour la Belgique afin d’entreprendre des études de sociologie et de sciences politiques à l'université catholique de Louvain. Il s’y lie d’amitié avec le prêtre et enseignant tiers-mondiste François Houtart et devient le représentant des étudiants au Collège pour l'Amérique latine. En 1958, Camilo obtient sa licence de sociologie après la présentation d’un mémoire intitulé  « Approche statistique aux problèmes socio-économiques de la ville de Bogotá ».
En 1958, il retourne en Colombie et devient aumônier de l'université nationale à Bogotá. En 1960, avec Orlando Fals Borda, Carlos Escalante, Eduardo Umaña Luna, María Cristina Salazar, Darío Botero Uribe, Virginia Gutiérrez de Pineda et Tomás Ducay, entre autres, il a participé à la fondation de la première Faculté de sociologie en Amérique latine (aujourd'hui département) de l'Université nationale de Colombie, dans laquelle il a occupé la chaire académique en tant que professeur.
Il compte parmi les organisateurs du premier Mouvement universitaire de développement communautaire (MUNIPROC). Son implication de plus en plus évidente dans les affaires politiques de son pays, dans le but de rectifier les inégalités sociales, lui vaut d’être destitué de ses fonctions et muté comme vicaire dans la paroisse de Veracruz. Il obtient un poste à l’École supérieure d’administration publique.
Il préside en 1963 le premier congrès national de sociologie de Bogotá, durant lequel il présente une étude intitulée et portant sur « La violence et les changements socioculturels dans les régions rurales colombiennes ».
En 1964, année d'élection législative, la fièvre électorale est importante, accentuée par une crise économique. Camilo Torres participe à la mise en place d’un mouvement politique regroupant différents acteurs des milieux progressistes. Le but affiché est de déterminer « une action révolutionnaire commune par voie légale ». Il s’agit de fédérer une opposition progressiste fragmentée en un projet commun. En 1965, des comités d’étude sont créés et Camilo Torres est chargé de rédiger le manifeste du mouvement : « Plateforme pour un mouvement d’unité populaire ». Le mouvement Frente Unido a son journal (du même nom) dans lequel Torres publie plusieurs articles. Cette initiative ne connaît pas, malgré des débuts jugés prometteurs, le succès escompté. Selon son ouvrage Écrits et paroles, il y a au moins trois causes à cet échec : « le manque d’organisation, les jalousies internes et les réactions des défenseurs de l’ordre établi ». En ce qui concerne l'élection présidentielle prévue pour mars 1966, Camilo Torres prône une abstention « active, belligérante et révolutionnaire » .

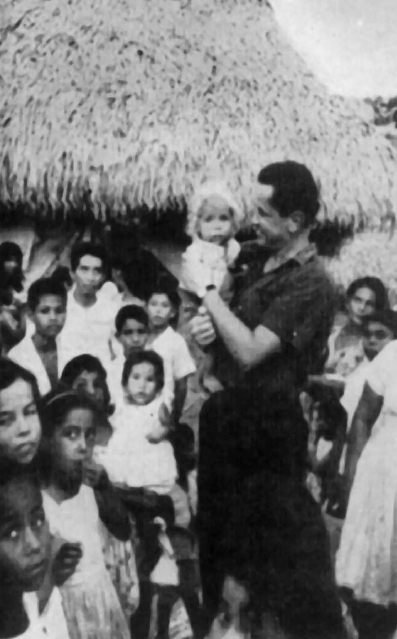
Camilo Torres au milieu de paysans colombiens

### Engagement révolutionnaire
Il multiplie les conférences dans plusieurs grandes villes de Colombie et appelle à la révolution, pour l’instant non-violente. Dans un de ses discours les plus connus, il résume sa position par ces mots :
« Je suis révolutionnaire en tant que Colombien, en tant que sociologue, en tant que chrétien et en tant que prêtre. 

En tant que Colombien : parce que je ne peux pas rester étranger à la lutte de mon peuple. 

En tant que sociologue : parce que les connaissances scientifiques que j’ai de la réalité m’ont conduit à la conviction qu’il n’est pas possible de parvenir à des solutions techniques et efficaces sans révolution. 

En tant que chrétien : parce que l’amour envers le prochain est l’essence du christianisme et que ce n’est que par la révolution que l’on peut obtenir le bien-être de la majorité des gens. 

En tant que prêtre : parce que la révolution exige un sacrifice complet de soi en faveur du prochain et que c’est là une exigence de charité fraternelle indispensable  pour pouvoir réaliser le sacrifice de la messe, qui n’est pas une offrande individuelle mais l’offrande de tout un peuple, par l’intermédiaire du Christ. »
Une fois de plus, il entre en conflit avec son supérieur, l'archevêque de Bogotá Luis Concha Córdoba, et demande à être relevé de ses fonctions de prêtre, ce qui est chose faite deux jours plus tard, le 26 juin 1965. Il ne demande pas cependant la laïcisation et demeure donc prêtre jusqu'à la fin de sa vie sans plus exercer de fonction sacerdotale.
Constatant que le pouvoir s’oppose de plus en plus souvent aux manifestations qu’il organise, il décide d’abandonner les formes de luttes intégrées dans le système légal et choisit la révolution violente en rejoignant l'ELN. Il annonce cette décision au début de l'année 1966 : « Les voies légales sont épuisées. Pour que le peuple puisse posséder éducation, toit, nourriture, vêtement et, surtout, dignité, la voie armée est l'unique voie qu'il reste ». Lors de sa première opération militaire, le 15 février 1966 à San Vicente de Chucurí, Camilo Torres est atteint de deux balles, la seconde lui est fatale. On ignore où il a été enterré et les recherches entamées pour retrouver son corps n'ont pas abouti.

## Souvenir et vénération

### Un personnage "héroïsé"
Camilo Torres est aujourd'hui la figure même du « curé-guérillero », figure qui a survécu de par un processus d'héroïsation long et complexe. Ce processus est utilisé et réutilisé par différents courants, ceux d'extrême-gauche et révolutionnaires ayant le plus porté cette image de « curé-guérillero » (l'ELN est parfois appelé Union Camiliste-ELN (UC-ELN).

### Différentes images
Le régime castriste et les communistes en général en ont fait un héros communiste, ce qu'il s'est toujours défendu d'être, même s'il se disait proche du combat de ceux-ci. Hugo Chávez et certains milieux pan-colombiens ont essayé d'en faire une figure de rassembleur, à l'image de Simón Bolívar.
Les anti-communistes en ont fait un héros anti-communiste, un héros catholique qui a infiltré et converti les guérilleros. Il n'a jamais été cela non plus : s'étant engagé dans une guérilla très proche des milieux catholiques d'extrême-gauche, il n'a pas eu à y convertir grand monde.
Bien loin de ce type de préoccupations, Torres se disait lui-même « sociologue, prêtre et colombien », même s'il ne cachait pas son opposition à la politique des États-Unis, alors en pleine guerre du Viêt Nam.
Certains, tous milieux confondus, font de lui un leader de la révolution, un meneur d'homme, un « commandante ». Son activité dans la guérilla limitée à quelques mois et très réduite, sa mort dès son premier engagement armé, font apparaître qu'il n'a jamais eu de rôle de commandement. Cette confusion est due à son assimilation avec le curé Manuel Pérez Martínez, qui fut chef de l'ELN. La confusion va parfois jusqu'à faire de Torres un espagnol, ce que Perez était.
De manière plus ordinaire, dans les milieux catholiques étudiants (particulièrement à Louvain où les étudiants latino-américains étaient nombreux), Torres était perçu, au-delà des idéologies révolutionnaires et de la théologie de la libération, comme un chrétien qui, dans sa générosité évangélique, est allé jusqu'au bout de son engagement au service du peuple colombien, et cela au prix de sa vie.

### Une large diffusion
Cette héroïsation a fonctionné grâce à de très larges réseaux de diffusion. Mort dans l'obscurité, il revient néanmoins dans l'actualité au cours des années 80 dans des journaux comme le Monde ou el País. C'est alors la figure du curé-guérillero qui est mise en avant.
La chanson a également contribué à la diffusion de l'image du martyr ou de héros. Víctor Jara, sur un texte de Daniel Viglietti, chante en 1969 « Cruz de luz », le groupe italien Banda Bassotti le cite à l'égal des grands héros révolutionnaires dans une de ses chansons. La télévision a également beaucoup joué ce rôle avec, entre autres, le film Der Tot des Camilo Torres oder : Die Wirklichkeit hält viel aus produit pour la télévision allemande en 1977 (ZDF) par Eberhard Itzenplitz sur un script de Olivier Stortz. D'autres médias ont également été d'importants vecteurs de diffusion : Internet avec une série de biographies très partisanes ou encore des romans tels que The rebel priest de Wim Hornman, un roman de guerre « librement inspiré de la vie de Torres » ; le livre original est intitulé De Rebel, roman over Camilo Torres et est publié en néerlandais en 1968. Il connaitra aussi une traduction en français et en allemand.

### Témoignage
« …...beaucoup considèrent Camilo comme un martyr, un héros, un saint, mais c'est en réalité sa plus grande contribution à « La révolution » est l'enrichissement méthodologique qui a donné à la Théorie révolutionnaire en Amérique latine un sens, celui de trouver les véritables étapes pour approcher les masses populaires dans une position tactique sans équivoque, de réalisations complètes et nivelées. Il était donc avant tout un théoricien au vrai sens du contexte révolutionnaire.... »
— témoignage de Germán Zabala Cubillos, https://nomadas.ucentral.edu.co/nomadas/pdf/nomadas_29/29_11ZMZM_GermanZabalatravesias.pdf

## Œuvres
- Écrits et paroles, Paris, Seuil, 1984.